# Amsterdamse gelede trams 11G en 12G

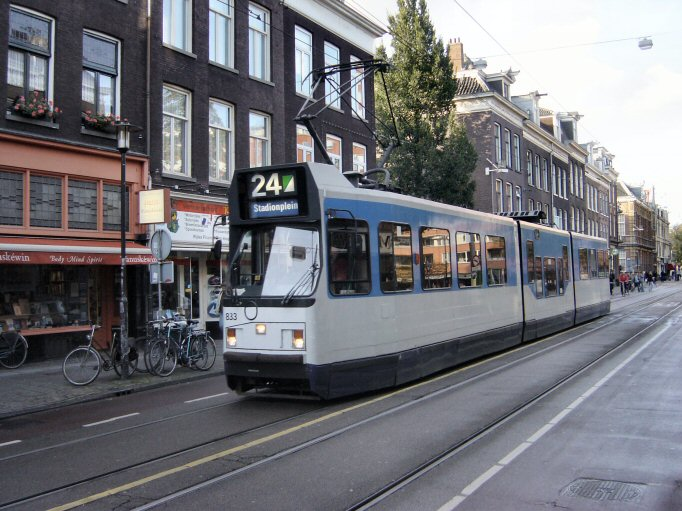
Eenrichtingwagen 833 op lijn 24 nog in de oorspronkelijke kleurencombinatie lichtblauw, lichtgrijs en donkerblauw. Ferdinand Bolstraat; 2005.

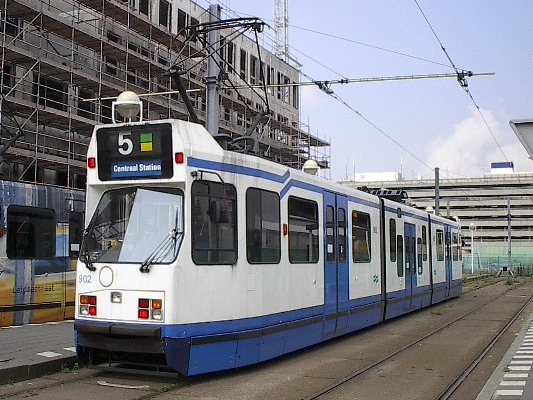
Tweerichtingwagen 902 op lijn 5 nog met de oorspronkelijke lijn- en richtingfilms, aan het eindpunt Binnenhof in Amstelveen; 2005.

De Amsterdamse gelede trams 11G en 12G, ook wel trapwagens of hangbuiken genoemd, waren twee series van in totaal 45 trams (waarvan 20 in tweerichtingsuitvoering) die tussen 1989 en 1991 door de Belgische fabrikant La Brugeoise te Brugge (nu Bombardier Transportation) werden geleverd. De tweerichtingswagens worden aangeduid als 11G en de eenrichtingswagens als 12G. Sinds begin 2016 waren ze de oudste dienstvaardige trams. Buitendienststelling vond plaats tussen januari en juli 2021.

## Geschiedenis

### Reden van aanschaf
De aanleg van de Amstelveenlijn, met daarnaast de verlenging van lijn 5, leidde bij het GVB tot aanschaf van elf nieuwe trams van een ontwerp dat geheel afweek van dat van de voorgaande Amsterdamse gelede wagens. Daarnaast moesten ter vervanging van de oudste gelede wagens nog eens 34 trams worden aangeschaft. De Haagse gelede wagens van het type GTL8 (die eveneens gebouwd waren door BN) stonden hiervoor model. De HTM 3069 reed in 1987 proef op lijn 3 in Amsterdam. 
Op 21 juni 1988 werd de bestelling van de 45 dubbelgelede stadstrams voor ongeveer ƒ 125 miljoen ondertekend. De middenbakken werden geleverd door carrosseriefabriek Hainje in Heerenveen (thans VDL Bus Heerenveen). De elektrische installaties kwamen van HOLEC-Smit in Ridderkerk (nu Alstom).
Ter vervanging van oudere gelede wagens dacht men aanvankelijk aan een vervolgbestelling van 65 eenrichtingwagens (842-906). De opkomst van de 70% en vervolgens de geheel lagevloertrams doorkruiste dit plan en men besloot eerst een aantal van deze lagevloertrams op proef in Amsterdam te laten rijden waarna in 2000 uiteindelijk gekozen werd voor de Combino.

### Technische uitvoering
De verlaagde middenbak had inmiddels zijn intrede gedaan. Een der oude gelede wagens, 886, was in 1986 als proef hiervan voorzien. Dit principe werd ook toegepast op de BN-trams (die hierdoor de bijnaam hangbuiken kregen). Door de aanzienlijk lagere vloerhoogte is de toegankelijkheid sterk verbeterd, al moeten er in het rijtuig nog treden worden genomen om de beide andere wagenbakken te bereiken (vandaar de andere bijnaam trapwagens of trapkarren welke bijnaam ook op de voetbediening slaat). Om 100% lagevloertrams gaat het dus niet.
De draaistellen van dit materieel zijn vervaardigd door RMO-Werkspoor (thans Stork). Zij zijn van het type B3 dat is toegepast bij vele PCC-cars en nog steeds in gebruik is bij een groot aantal van de Haagse GTL8-trams. In Amsterdam is echter niet gekozen voor de bijbehorende PCC-gelijkstroommotoren, maar voor draaistroommotoren. Daardoor heeft het de technici veel hoofdbrekens gekost om de 11G/12G trams naar tevredenheid te laten functioneren. De draaistroomaandrijving werkt met een inverter op basis van thyristoren die een vaste gelijkspanning omvormt tot driefasespanning. De met freon gekoelde thyristoren werden later vervangen door IGBT's. Een lijnchopper zorgt ervoor dat het aandrijvingsvermogen onafhankelijk is van de bovenleidingsspanning. Er kan zowel recuperatief als elektrodynamisch geremd worden; in dat laatste geval wordt de overbodige energie middels een remchopper en weerstanden omgezet in warmte.
Conform de PCC-praktijk worden alle acht assen aangedreven, zodat een grote aanzetsnelheid is verkregen. Bij de oudere Amsterdamse gelede wagens werden slechts vier assen aangedreven, namelijk die van de buitenste draaistellen.
Een ander aan de PCC ontleend kenmerk is de voor Amsterdamse trams unieke pedaalbediening. Om het personeel hierop voor te bereiden heeft het GVB in 1989-90 enige tijd twee Haagse PCC's (1001 en 1002) te leen gehad.
De wagens waren bij aflevering uitgerust met banken van het fabrikaat Compin, type SN 3000. Daarnaast waren er enkele wagens met proefstoelen van het type 2000.
Geen van beide series is geschikt gemaakt voor tweemanbediening door de indeling met lagevloermiddendeel, waardoor de kosten voor verbouwing te hoog zouden uitvallen en het lagevloerdeel zijn functie zou verliezen. Om die reden waren sinds 2018 de lijnen 5, 19 en 24 de enige lijnen waarop geen conducteurs aanwezig zijn.

## Tweerichtingwagens 11G (901-920)

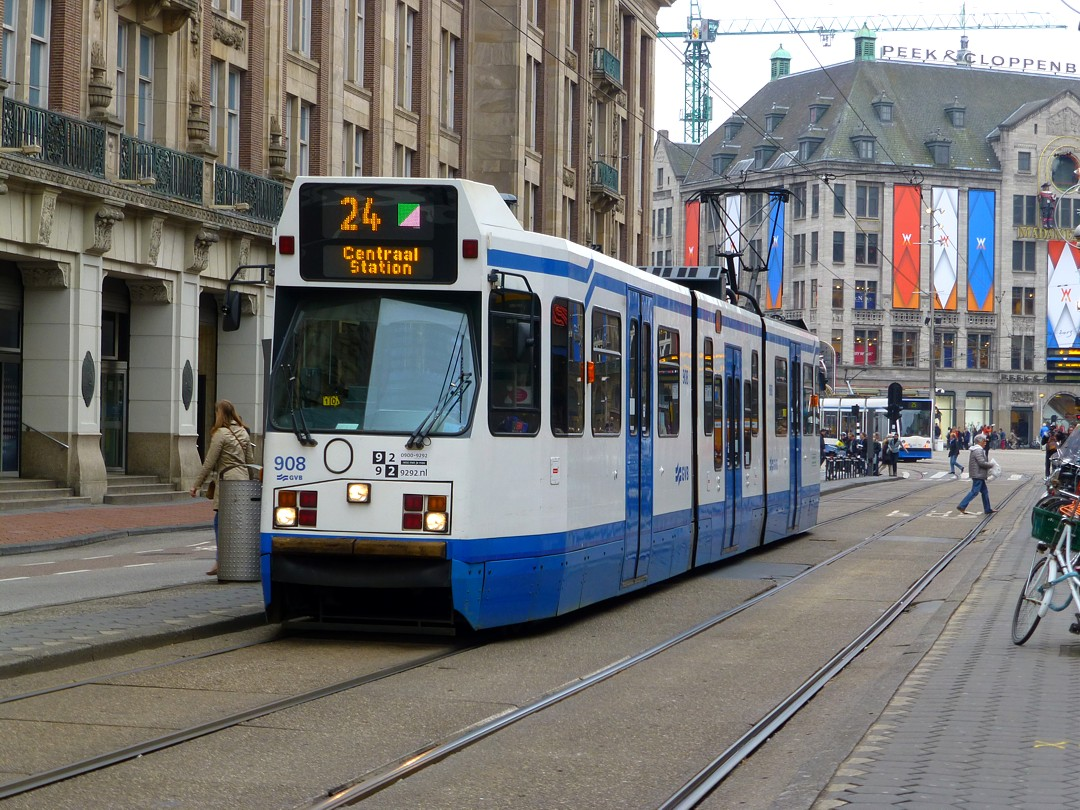
11G-tram 908 op lijn 24 op het Damrak; 2013.

Elf stuks (901-911) werden aangeschaft met het krediet voor de verlenging van lijn 5. Van de overige 34 te leveren wagens voor vervanging van de oudere gelede wagens besloot men negen stuks eveneens als tweerichtingwagens uit te voeren (912-920). Dit als extra reserve voor lijn 5 naar Amstelveen die daar een kopeindpunt kreeg maar ook voor eventuele inkortingen op andere lijnen waardoor men met tweerichtingwagens flexibel kon zijn. De dubbelkoppen kregen de nummers 901-920 en zijn herkenbaar aan de remlichten naast de extra koplampen en in de filmkast.
De 901 werd in oktober 1989 als eerste bij de remise Tollensstraat afgeleverd op een trailer. Het transport met een lange trailer dwars door de stad, waarbij soms tegen het verkeer moest worden ingereden om een bocht of brug te kunnen nemen, bleek een onmogelijke route en de volgende wagens werden daarom afgeleverd bij Station Zuid. Na levering van 3 wagens weigerde het GVB de wagens verder van de fabriek af te nemen i.v.m. problemen met de elektronica. Pas in de loop van 1990 werd de aflevering hervat, nu echter op het eindpunt Sloterplas van lijn 14, waar gelijk een oude gelede tram op de trailer werd geplaatst voor afvoer.
Pas een jaar na aflevering kwamen in oktober 1990 de eerste wagens in dienst op lijn 5, kort voor de verlenging naar Amstelveen.
In 2000-2001 werd de serie voorzien van stoffen Compin-bankjes met GVB-emblemen; de 905 was de eerste.
Tussen 2002 en 2005 kreeg de serie een 'upgrade' (revisie) waarbij in ruim vier weken tijd storingsgevoelige punten zijn aangepakt en verbeteringen zijn aangebracht (aandrijving, bestuurderscabine, schortplaten, deurknoppen en vulopeningen voor remzand). Ook kregen de wagens de nieuwe kleurstelling wit-blauw, en maakte het voorste dubbele bankje (zowel in de A als B-bak) plaats voor een enkele om de doorstroom te verbeteren.
Vanaf 2003 gingen de dubbelkoppen aanvullende diensten rijden op lijn 16 en lijn 24.
In 2007 werden de filmrollen vervangen door digitale aanduidingen waarin ook de lijnkleuren waren verwerkt.
Eind 2011/begin 2012 werden kleine logo's voor- en achterop aangebracht. Vanaf oktober 2012 kregen de trams nieuwe deuren met langere ruiten en geïntegreerde drukknoppen.
In het voorjaar van 2015 werden de tweerichtingtrams (11G) voor de dienst op de Amstelveenlijn aan de voor- en achterzijde voorzien van een rood/gele beplakking van schrikstrepen. Ook op de sneltrams van lijn 51 werden deze aangebracht.
Vanaf 3 januari 2021 waren er nog veertien trams voor de dienst beschikbaar. Tussen maart en juli gingen zij buiten dienst. De laatste ritten waren op 5 juli op lijn 5 (wagens 911 en 917). Op 7 juli 2021 begon de afvoer en werden de wagens afgevoerd naar een sloperij in De Meern. In september 2021 werd de laatste afgevoerd. De 904 vertrok in oktober naar het Hannovers Trammuseum. Alleen de 919 bleef in Amsterdam.

## Eenrichtingwagens 12G (817-841)

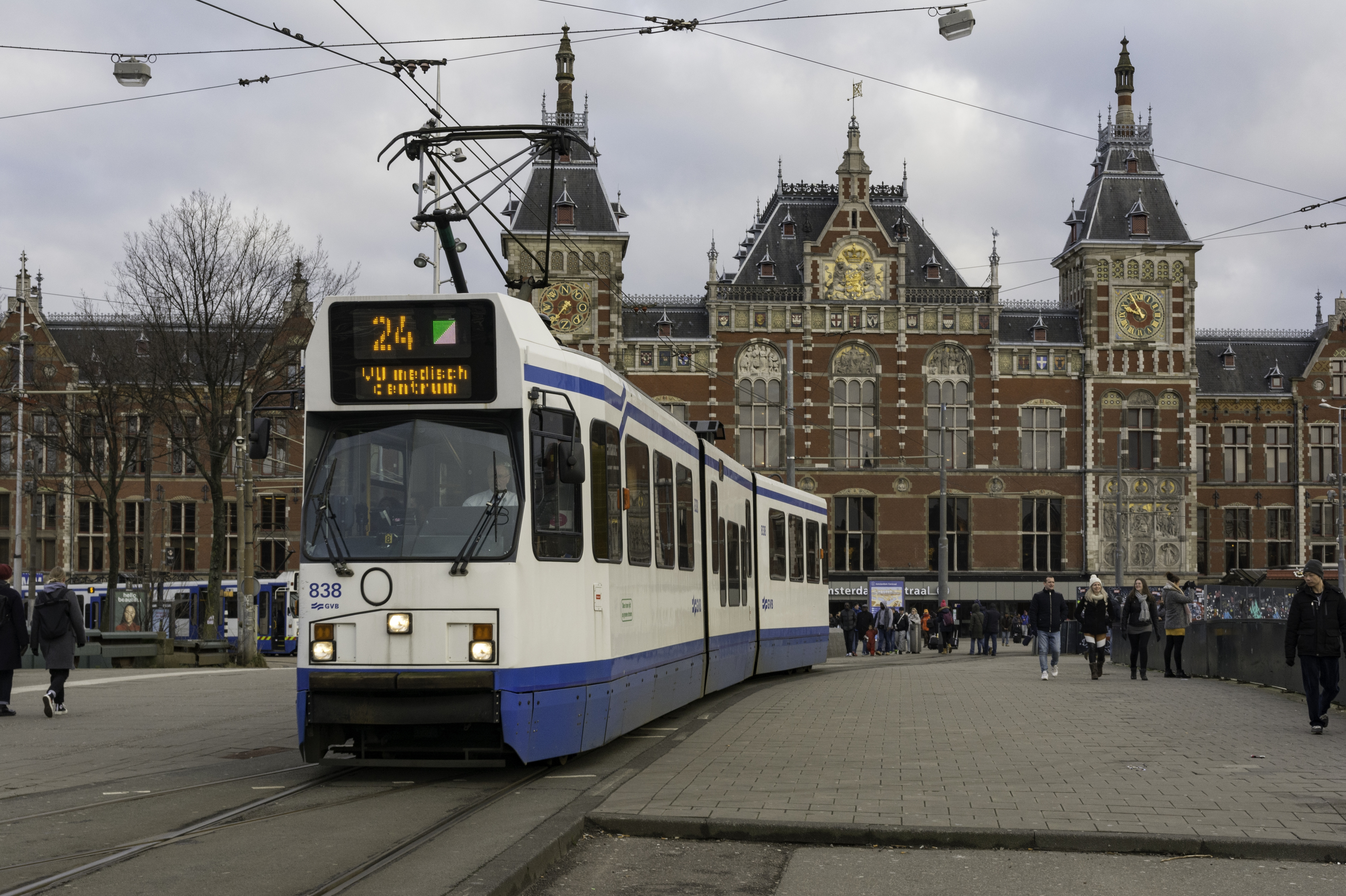
12G-tram 838 op lijn 24 voor het Centraal Station; 2018.

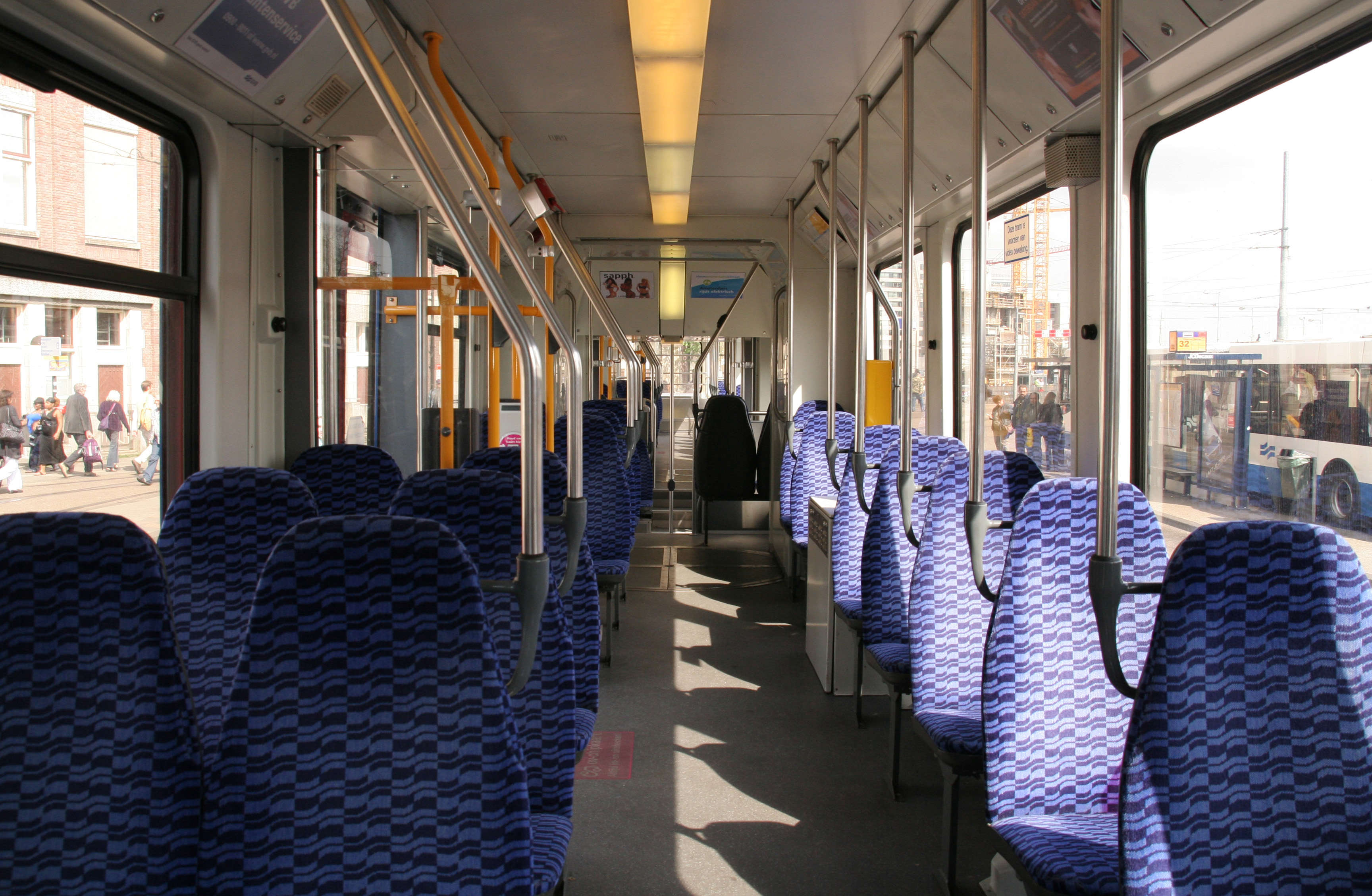
Gereviseerd interieur van een 12G-tram; 2009.

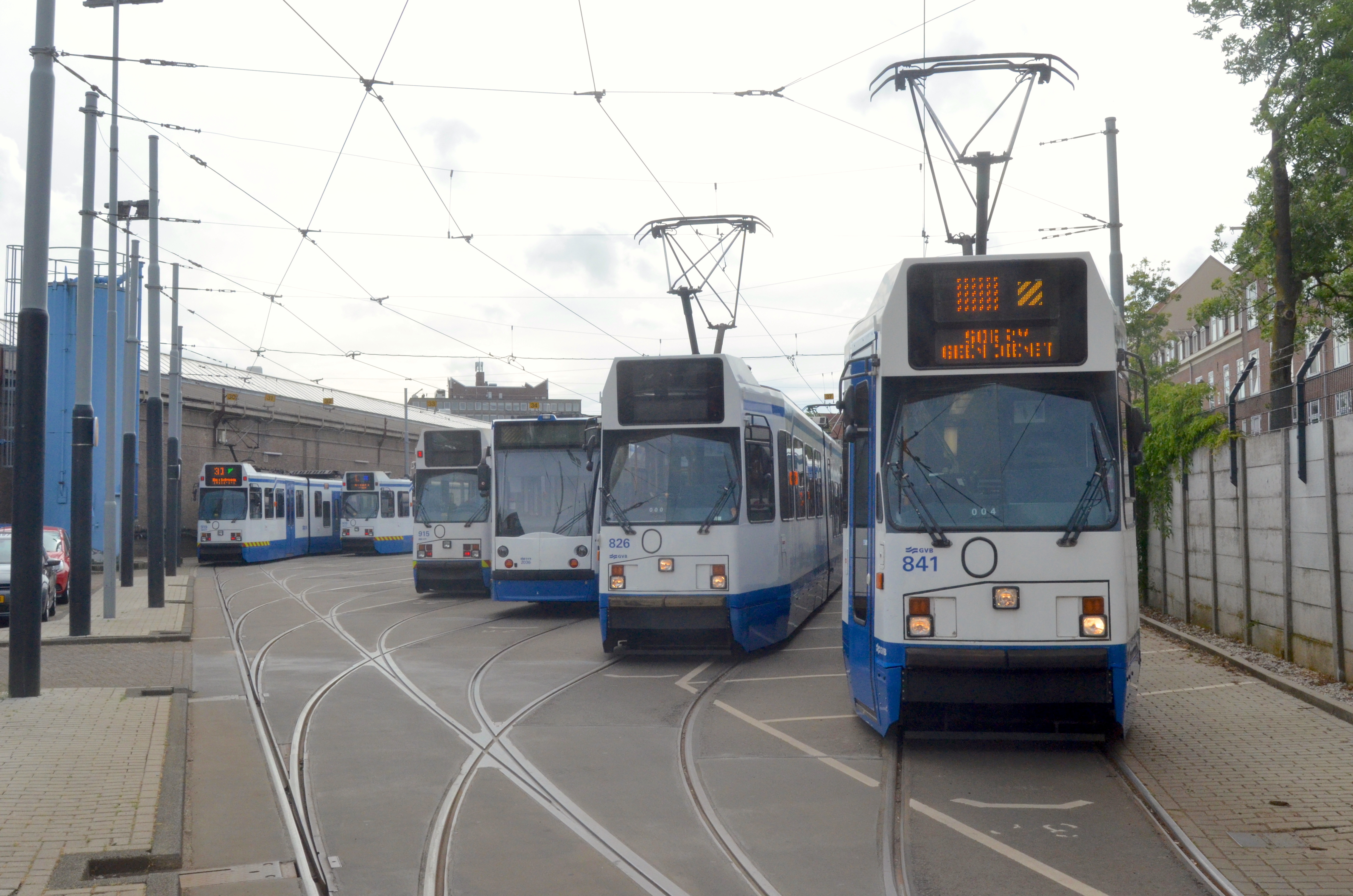
11G en 12G-trams opgesteld op het buitenterrein van de Remise Havenstraat.

De overige 25 trams werden - zoals bij de Amsterdamse tram gebruikelijk - als eenrichtingwagens uitgevoerd en zijn dus alleen geschikt voor lijnen met keerlussen aan de eindpunten. Ze verschillen aan de voorkant van de 11G-wagens door het ontbreken van de remlichten naast de extra koplampen en in de filmkast. Ze hebben ook geen deuren aan de blinde (linker-)zijde en slechts 1 bestuurderscabine. De achterzijde is ook afwijkend met een blinde kop.
De 817-841 vervingen een groot deel van de bolkoptrams 851-886 (1G en 2G) uit 1957 en 1959 en een aantal luchtwagens 725-779 (8G) uit 1974-1975. De 824 werd in 1993 tijdelijk door Herman Brood beschilderd als reclametram voor Fame Megastore.
In 1999 waren er plannen om enkele 817'ers tot tweerichtingwagens te verbouwen om zo de dienst op lijn 5 uit te breiden. Omdat dit te duur was besloot men om drie tienassers uit Duisburg (997-999) te huren. Deze werden in 2002 vervangen door vier tweerichtingcombino's (2201-2204). Voorjaar 1999 werd de 839 voorzien van videobewaking en een sta-balkon achterin om een eind te maken aan de drugsoverlast en vandalisme. De rest volgde in 2000. In 2002 werd bij 834 (met achterbak van 817) de wit-blauwe huisstijl geïntroduceerd en bij de 817 (met achterbak van 834) de Compin-bankjes bij de 12G-wagens; ook hier werd het voorste dubbele bankje door een enkel bankje vervangen. In oktober 2003 onderging 817 als eerste van zijn serie in de 'upgrade' (revisie).
In 2007 werden de filmrollen vervangen door digitale aanduidingen waarin ook de lijnkleuren waren verwerkt.
Eind 2011/begin 2012 werden kleine logo's voor- en achterop aangebracht. Sinds december 2012 werden de storingsgevoelige deuren door een nieuw type vervangen met langere ruiten en geïntegreerde drukknoppen.
Alle 25 wagens werden op 3 januari 2021 buiten dienst gesteld. Op 5 juli 2021 begon de afvoer en werden de wagens overgebracht naar een sloperij in De Meern. Op 24 september 2021 werd de laatste afgevoerd. Alleen de 820 en 822 bleven in Amsterdam.

### Inzet
Ze zouden in eerste instantie op lijn 1 worden ingezet maar de bovenleidingspanning in Osdorp liet dit nog niet toe. Begin 1991 kwamen ze daarom eerst in dienst op lijn 24 en later op lijn 16 vanuit de remise Havenstraat. Na de verlenging van lijn lijn 2 naar Nieuw Sloten in 1991 vormde deze lijn bijna anderhalf jaar de hoofdinzet. Daarna werden ze verspreid op de Havenstraatlijnen 1, 2, 6, 10, 16, 17 en 24 ingezet. Op de lijnen 6 en 10 was dit van korte duur, omdat deze conducteurs kregen. Lijn 5 reed uitsluitend met de 901-920 en lijn 13 had sinds 1992 weer conducteurs, waar ze slechts sporadisch zijn ingezet.
Eind jaren negentig werden zij voornamelijk ingezet op lijn 1, maar drie maanden voor de komst van de conducteurs (en Combino's) op lijn 1 in augustus 2003 werd er met het materieel van de lijnen 16 en 24 geruild, waardoor lijn 1 voor het eerst sinds jaren weer tijdelijk vrijwel geheel met trams van het type 3G en 6G/7G reed. Sindsdien reden de 817-841 uitsluitend op lijn 16 en lijn 24 naar Amsterdam-Zuid, uitzonderingen daargelaten. Sinds 22 juli 2018, toen lijn 16 werd opgeheven en lijn 24 nog maar 8 dienstwagens overhield, ging dit materieel ook dienst doen op de nieuwe tramlijn 19. Per 3 januari 2021 verdwenen deze trams van de lijnen 19 en 24 wegens buitendienststelling.

## Vervanging en buitendienststelling

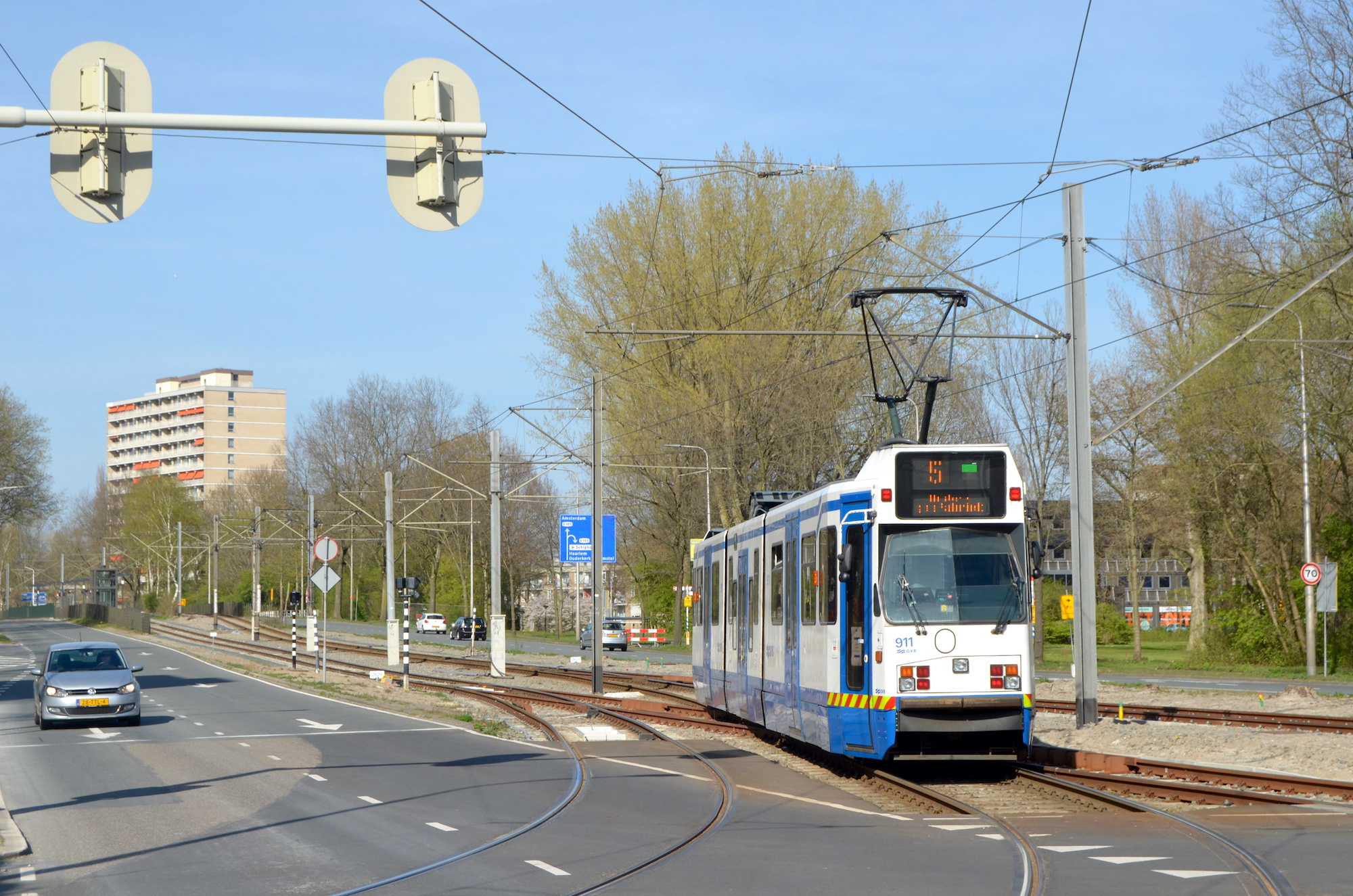
Gelede wagen 911 op lijn 5 op de aftakking naar Stadshart Amstelveen; 7 april 2020.

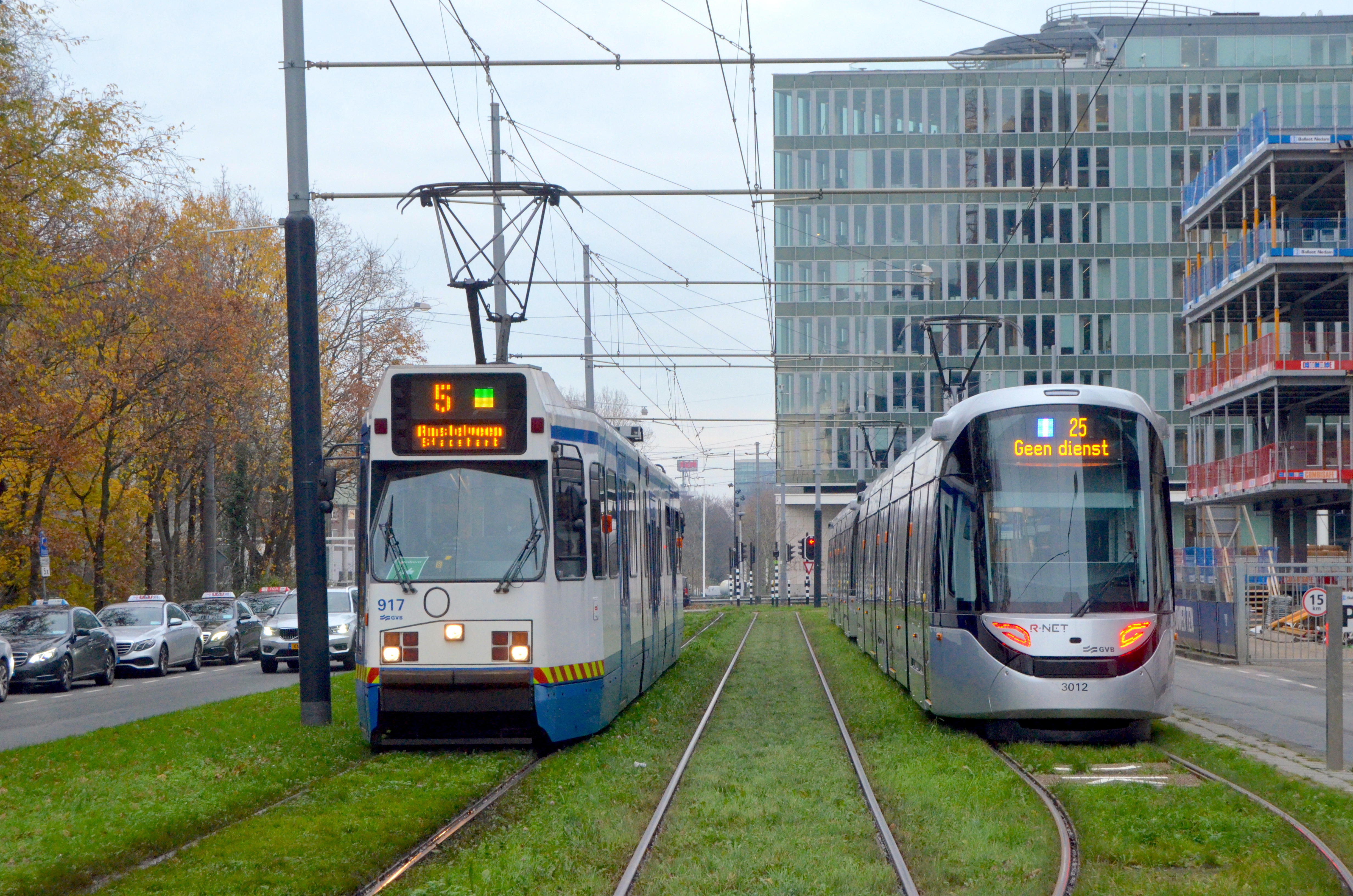
Tramlijnen 5 en 25 tijdens het proefbedrijf op de Strawinskylaan, met een 11G en 15G-tram; 8 december 2020.

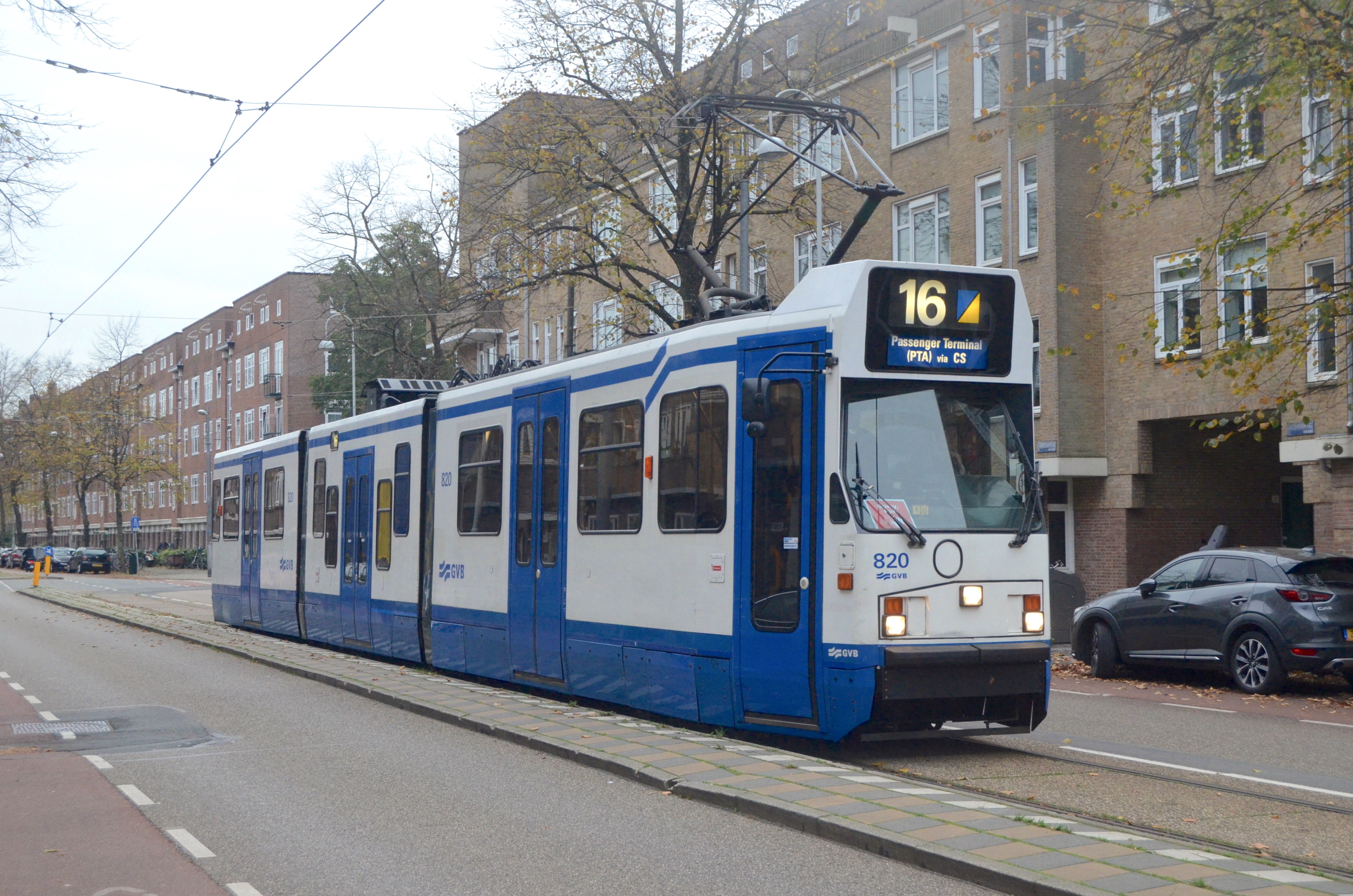
GVB 820 als museumtram op de Olympiaweg; 2022.

Voor de vernieuwde Amstelveenlijn (Amsteltram) zijn nieuwe tweerichtingtrams aangeschaft. Dit is de serie 15G, die de serie 11G (901-920) en de sneltrams S1 en S2 (45-69) vanaf december 2020 op de lijn naar Amstelveen heeft vervangen. Zowel de oude stadstrams als sneltrams zouden echter voorlopig nog niet buiten dienst worden gesteld. De tramseries 11G en 12G kregen in 2018 een extra levensverlengende beurt om nog tot ten minste 2023 dienst te kunnen doen op het stadsnet en de sneltramseries S1 en S2 blijven tot 2024 op het metronet in gebruik totdat ze afgelost worden door de nieuwe metro's van de serie M7.
In december 2020 werd besloten 32 van deze trams (7 11G en 25 12G) per 3 januari 2021 buiten dienst te stellen. Dit omdat door het teruggelopen reizigersvervoer als gevolg van de coronacrisis minder trams nodig waren voor de per 3 januari 2021 ingevoerde beperkte dienstregeling. Er bleven nog 14 wagens rijden die buiten dienst gingen tussen april en juli 2021 toen er voldoende 15G-trams voor lijn 5 beschikbaar kwamen. De laatste ritten op lijn 5 waren op 5 juli 2021.
Van beide typen blijft één exemplaar als museumtram in Amsterdam bewaard. Op 14 juni 2021 werden de wagens 820 (12G) en 919 (11G) overgedragen aan de Elektrische Museumtramlijn Amsterdam. In juli 2021 kwam het Hannovers Trammuseum met GVB en recyclingbedrijf DDM overeen dat één 11G-wagen (904) aan het Duitse museum wordt geschonken. Het museum was al enige tijd op zoek naar een tram die ook toegankelijk is voor mindervaliden. De transportkosten werden door donaties bijeengebracht. Op 13 oktober 2021 vertrok de 904 naar Wehmingen.

## Trivia
- De 912 was in 1991 te zien in een item van de Duitse zender ZDF over Amsterdam; het fragment waarin een vrouw met haar kip in lijn 5 stapte werd doorspekt met opnamen die aan boord van een 12G-wagen zijn gemaakt.
- GVB-trams zijn sinds 1974 vaste figuranten in de Franka-stripreeks. De 918 verscheen in het in 1993 gepubliceerde De Vlucht van de Atlantis waarin Franka bij de halte Prinsengracht nog net lijn 5 naar Centraal Station weet te halen. Datzelfde jaar schitterde een ongenummerd exemplaar als lijn 4 (!) op een nieuwjaarskaart naast bolkoptram 609 van lijn 9. Ruim negen jaar later in Kidnap reed een als 820'er genummerde dubbelkop tijdens dienst op lijn 24 voorbij de Dam; de 817-841 zijn de eenrichtingwagens.